# Am Ohmberg
Am Ohmberg è un comune con status di Landgemeinde della Turingia, in Germania.

## Storia
Il comune di Am Ohmberg venne costituito il 1º dicembre 2010 tramite l'unione dei comuni di Bischofferode, Hauröden, Großbodungen, Neustadt e Neubleicherode.